# Raffaele Castielli
Raffaele Castielli (ur. 5 marca 1927 w Faeto, zm. 3 sierpnia 2018 w Lucerze) – włoski biskup rzymskokatolicki, w latach 1987-1996 biskup Lucera-Troia.